# Havasi ribiszke
A havasi ribiszke (Ribes alpinum) a ribiszkefélék családjába tartozó, európai hegyvidékeken megtalálható, piros termésű cserje.

## Megjelenése
A havasi ribiszke 1–1,5 m (ritkán 2,5 m) magas lombhullató cserje. Ágai sűrűn elágazóak. Váltakozó állású levelei kicsik, 2–3 cm hosszúak, három (néha öt)  karéjból állnak. A karéjok széle tompán csipkés-fogas. A levélnyél 1–2 cm hosszú, mirigyszőrös. A levél fonákja zsírosan fénylik. Ősszel tompasárgára színeződik.
Április-június között virágzik. Kétlaki, vagyis a porzós és termős virágok külön egyedeken találhatóak. Apró, ötszirmú, zöldessárga virágai felálló fürtökben nyílnak.  A termős fürtök 2–5, a porzósak 10–30 virágból tevődnek össze.
Termése élénkpiros színű, kb. fél cm átmérőjű álbogyó.
Hasonlít hozzá a szintén piros bogyójú vörös (Ribes rubrum) és bérci ribiszke (Ribes petraeum), de azok levelei nagyobbak, levelük fonákja pedig szőrös. Az arany ribiszke (Ribes aureum) virága sárga, levelei fényesek, a levélkaréjok épek, csak a csúcsukon fogasak, a termései pedig feketék.

## Elterjedése és termőhelye
Közép- és Észak-Európában gyakori. Megtalálható a dél-európai hegységekben is. Magyarországon a Zemplénben, a Bükkben, a Börzsönyben és a Bakonyban vannak állományai.
Hegyvidéki, alhavasi növény, bükkösökben, szurdokerdőkben, erdőszéleken lehet találkozni vele. Leginkább a meszes, jó vízáteresztő képességű, nedves talajt kedveli, de jól alkalmazkodik a szárazabb talajhoz is. Napon és árnyékban egyaránt jól fejlődik. Fagytűrő. A magoknak legalább három hónapos hideghatásra van szükségük, mielőtt kicsíráznának.

## Felhasználása
A havasi ribiszkét kertekben térelválasztó sövényként ültetik. A nőivarú példányok hajlamosak a ribiszkerozsdára, ezért kertészetekben inkább a porzós növényt árulják. Termése ehető, bár ízetlen.
Magyarországon 1982 óta védett, természetvédelmi értéke 10 000 Ft.

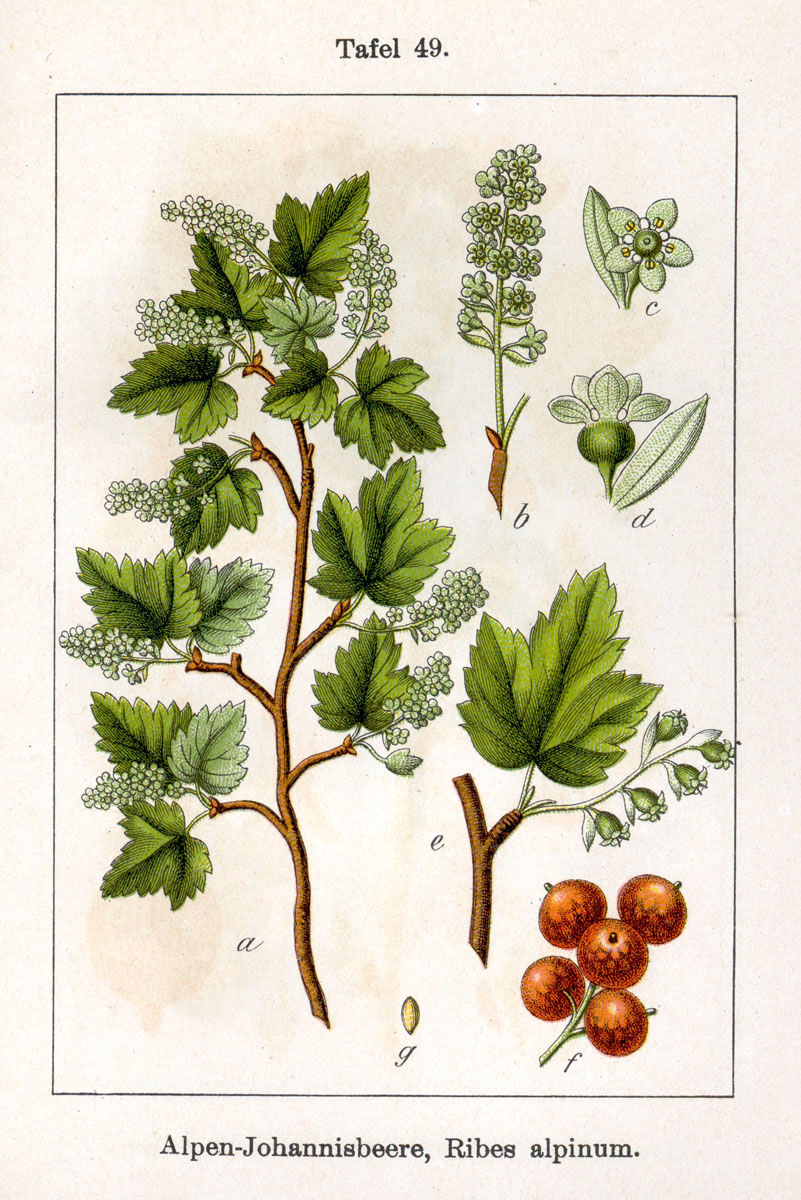
Ábrázolása 1796-ból
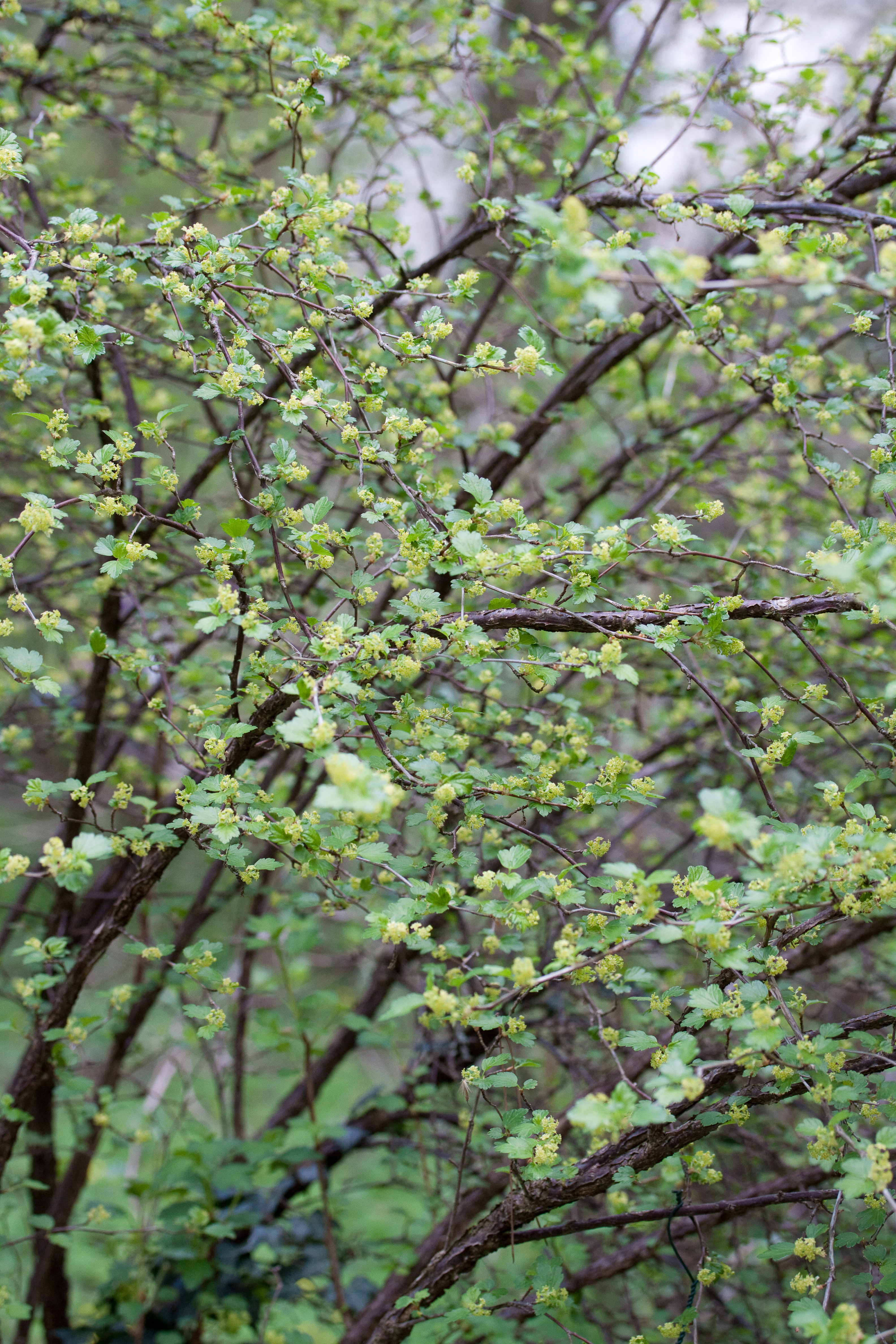
Virágzó ribiszkebokor
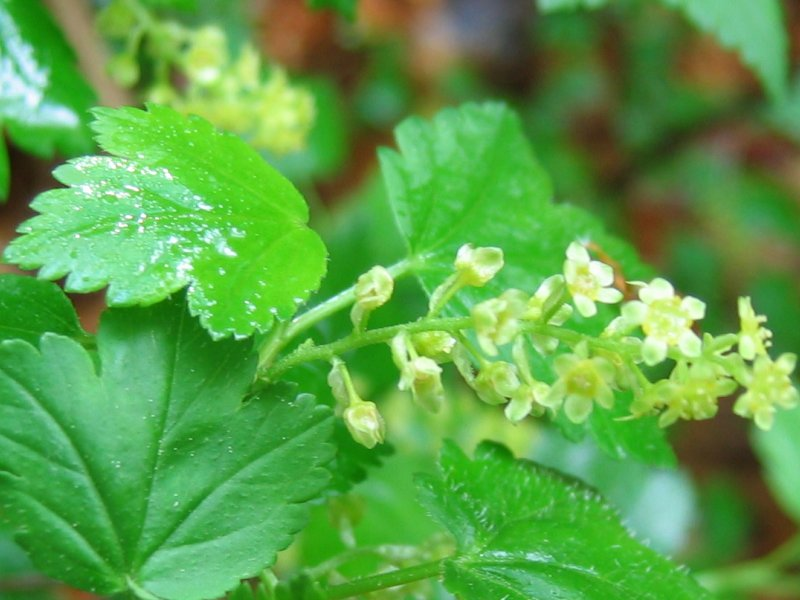
Virága
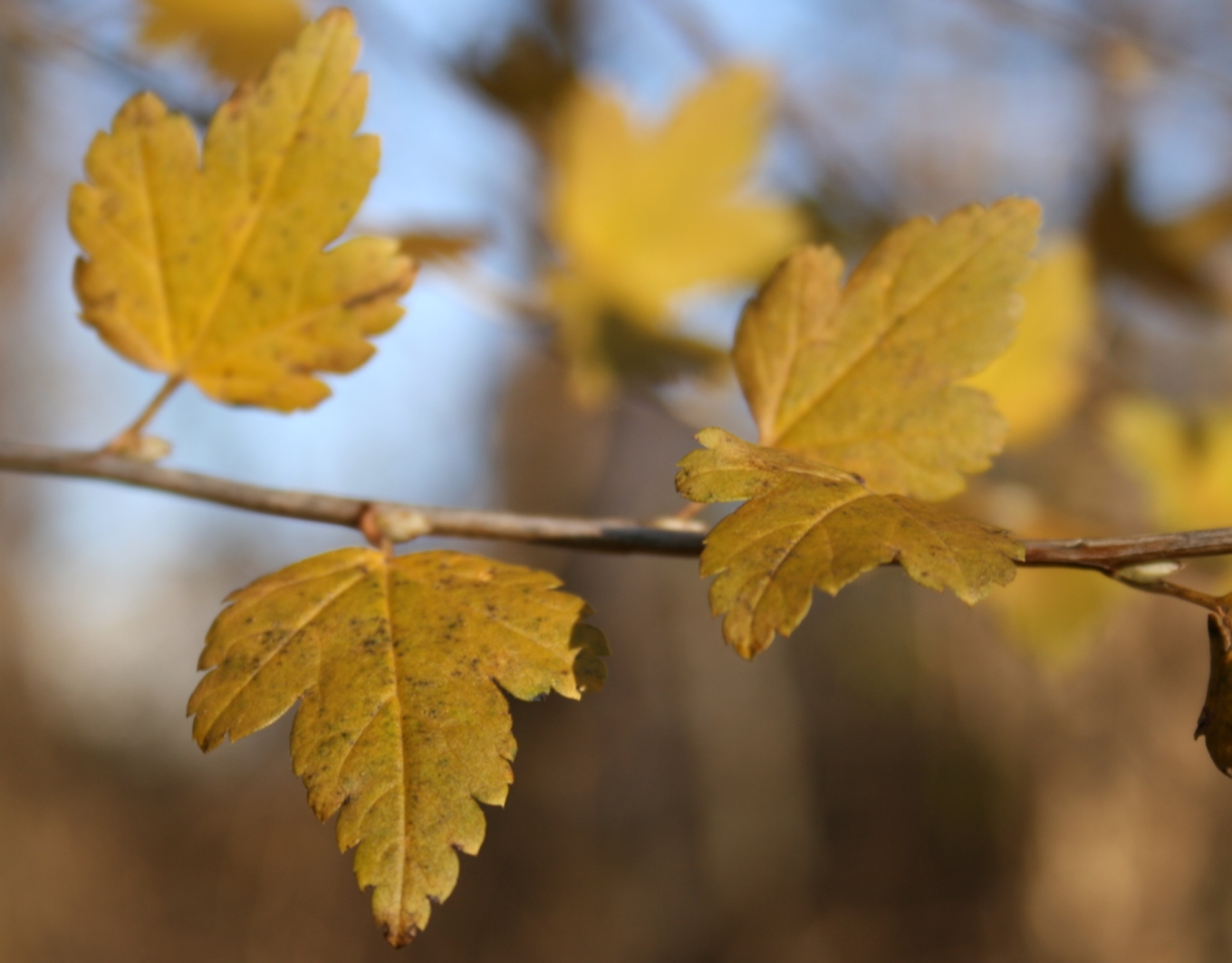
Őszi levelei